# Jim Kolbe
James Thomas "Jim" Kolbe, född 28 juni 1942 i Evanston, Illinois, död 3 december 2022, var en amerikansk republikansk politiker. Han var ledamot av USA:s representanthus 1985–2007.

## Biografi
Kolbe avlade 1965 sin kandidatexamen vid Northwestern University och 1967 sin MBA vid Stanford University. Efter studietiden tjänstgjorde han i USA:s flotta och var medarbetare åt Illinois guvernör Richard B. Ogilvie 1972–1973. Kolbe flyttade sedan till Tucson i södra Arizona där han var verksam inom affärslivet.
Kolbe var ledamot av Arizonas senat 1977–1982. I kongressvalet 1984 blev han invald i USA:s representanthus. År 1992 skilde han sig från sin hustru. Kolbe röstade år 1996 för lagen som definierar äktenskapet på federal nivå mellan man och kvinna och ger delstaterna möjligheten att inte godkänna samkönade äktenskap från andra delstater. Efter lagen som begränsar de homosexuellas rättigheter inleddes en internetkampanj för att få homosexuella kongressledamoter ut ur skåpet. Kolbe kom ut som öppet homosexuell och sade att han inte låter den sexuella inriktningen påverka hur han röstar i kongressen.
Kolbe efterträddes 2007 som kongressledamot av Gabrielle Giffords.